# Coregonus albellus
Coregonus albellus is een straalvinnige vissensoort uit de familie van de zalmen (Salmonidae), onderfamilie van de houtingen.De wetenschappelijke naam van de soort is voor het eerst geldig gepubliceerd in 1890 door de Zwitserse zoöloog Victor Fatio. Het is een endemische soort houting die in twee Zwitserse meren voorkomt. De soort wordt daar Brienzlig genoemd.

## Herkenning
De vis is hoogstens 26 cm lang. De vis verschilt van andere houtingen in dezelfde wateren door 35 tot 44 kieuwboogaanhangsels

## Verspreiding en leefgebied
De vis komt voor in het Meer van Thun en het Meer van Brienz. De vis leeft in diep water en paait in september op 30 tot 100 m diepte.

## Status
Er zijn geen factoren bekend die schadelijk zijn voor het voortbestaan van deze houtingsoort. Om deze reden staat de vis als niet bedreigd op de Rode Lijst van de IUCN.